# Wietmarschen
Wietmarschen község Németországban, Alsó-Szászországban, Bentheim-Grafschaft járásban. Lakosainak száma 12 766 fő (2023. december 31.).

## Földrajza
Wietmarschen Lingen, Nordhorn és Osterwald községekkel határos.

## Testvértelepülések
- Mortagne-au-Perche